# Ptolémée V
Pour les articles homonymes, voir Ptolémée (homonymie).
Ptolémée V Épiphane Eucharistos (en grec : Πτολεμαίος E' ὁ Έπιφανὴς καὶ Εὐχάριστος) (210 - 180 av. J.-C.) est un pharaon de la période lagide entre 204 et 180 av. J.-C.

## Biographie

### Jeunesse et arrivée au pouvoir
Il est le fils de Ptolémée IV et de la reine Arsinoé III. Il naît fin de l'an 12 ou début de l'an 13 du règne de son père soit autour de 210 avant notre ère. Après la mort de son père en juillet ou août 204 avant notre ère, il est proclamé roi le 8 septembre 204, alors qu'il n’a que cinq ou six ans et sa mère doit assurer la régence. Mais deux puissants hauts dignitaires, Agathoclès et Sosibios, font assassiner Arsinoé III fin septembre 204 et s’emparèrent du pouvoir.
Ptolémée V devient majeur en 196 av. J.-C. et est couronné pharaon à Memphis, une occasion commémorée par la création de la pierre de Rosette.
Il épouse Cléopâtre Ire, fille d'Antiochos III, qui lui donne trois enfants : Ptolémée VI, Cléopâtre II et Ptolémée VIII.

### Règne

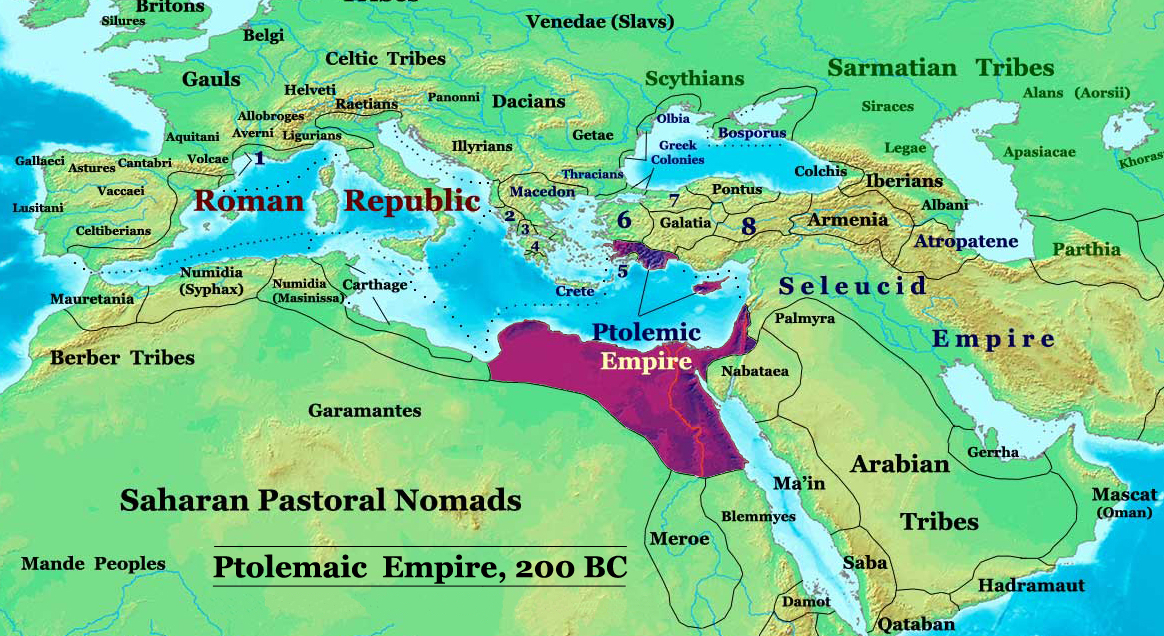
Empire des Ptolémées en 200 avant notre ère, pendant le règne de Ptolémée V (avant la seconde invasion d'Antiochos III).

Bien que son épithète, Épiphane, signifie « l'illustre », il ne brille pas par son règne. Fils de Ptolémée IV et de sa sœur Arsinoé III, il est le jouet, comme son père, de ses ministres tels Agathoclès, Tlépomène et Sosibios le jeune.
Le roi Antiochos III attaque l'Égypte, profitant de la régence, et, vainqueur à Panion en 200 av. J.-C., lui enlève des territoires sous domination égyptienne tels la Palestine ou la Cœlé-Syrie (Liban actuel).
À l’issue de cette cinquième guerre de Syrie, des troubles internes éclatent en Thébaïde, plaçant la région pendant vingt années dans les mains de pharaons indigènes (Hérouennéfer et Ânkhouennéfer). La reconquête est menée en 186 avec l'aide de mercenaires grecs et déclenche une sanglante répression.
Pour consolider son trône, les ministres-régents avaient confié au Sénat romain la tutelle du jeune roi.
On notera que c'est un de ses décrets qui est écrit sur la pierre de Rosette, cette grande stèle trilingue qui a permis le déchiffrement des hiéroglyphes au XIXe siècle.
Il est empoisonné par ses courtisans. Son fils aîné Ptolémée VI lui succède.